# Popularni pokret revolucije
Popularni pokret revolucije bila je jedina legalna politička stranka za vrijeme vladavine Mobutu Sese Sekoa u bivšem Zairu.
Postojala je od 1967. do 1990. godine.
Njena politička ideologija zvala se "mobutizam". 
Propagirala je politiku Zairizacije.
1990. Mobutu je uveo višestranačje, a stranka se jedno vrijeme djelovala s izmijenjenom ideologijom, a kasnije se u potpunosti raspala.